# 埃朱拉瑟基耶杜梅斯區
埃朱拉瑟基耶杜梅斯區（英語：Ejura Sekyedumase Municipal District）為迦納阿散蒂大區轄下的一區。其區域面積1,252平方公里，2021年人口137,672人。埃朱拉（Ejura）為該縣的首府。1988年設立，初稱埃朱拉瑟基耶杜梅斯縣（Ejura Sekyedumase District），2012年6月28日升格為市級區。

## 外部連結
- . Statoids.
- GhanaDistricts.com